# زنان در ارتش
زنان در ارتش (انگلیسی: Women in the military) در طی سالیان مقوله عجیبی نبوده‌است، اگر چه اکثریت قریب به اتفاق همه نظامیان در دوران‌های مختلف همواره مرد بوده‌اند ولی بیش از ۳۰۰۰ سال است که در بسیاری کشورها، زنان در صحنه‌های نظامی نقش داشته‌اند، از زنان جنگجو در دوران باستان گرفته، تا زنانی که در حال حاضر در خدمت ارتش هستند.

## تنوع خدمت زنان در ارتش

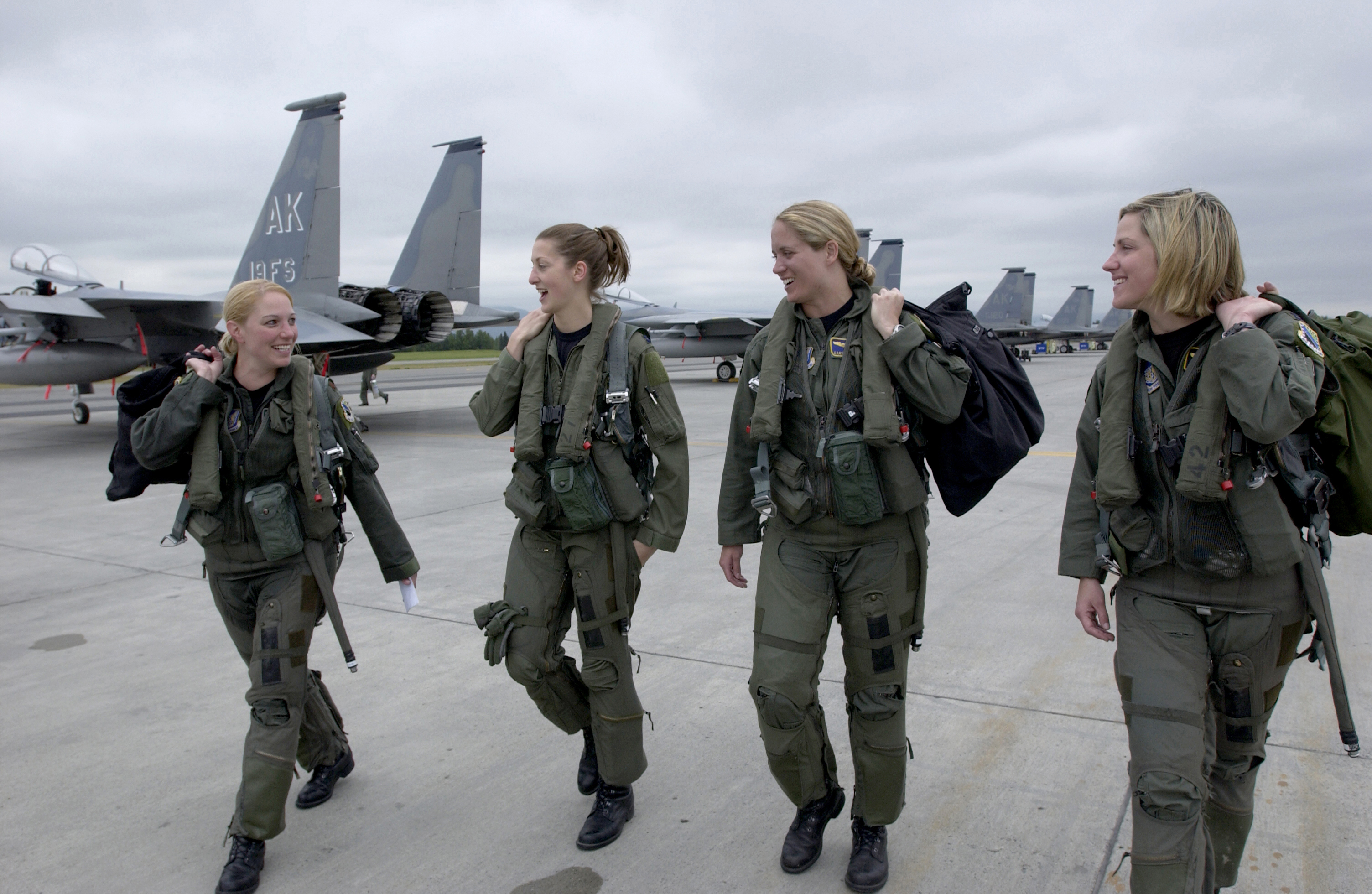
چهار زن خلبان آمریکایی

اگر چه خدمت زنان در ارتش‌ها متنوع بوده ولی در تاریخ، تعداد بسیار کمی از زنان در کنار مردان جنگیده‌اند. در جنگ داخلی آمریکا تعداد کمی زن لباس رزم پوشیدند تا در کنار مردها بجنگند. جنگ در جبهه‌ها تنها صحنه حضور زنان نبوده‌است بلکه آن‌ها در صحنه‌های پشتیبانی و پزشکی نیز حضور داشته‌اند.
برخلاف محدودیت و تنوع، نقش زنان در جوامع گذشته، نقش آن‌ها در ارتش به ویژه در جنگ، جدال‌برانگیز بوده ولی در عصر حاضر به آن‌ها نقشی قابل توجه داده شده‌است. با افزایش کشورهایی که به زنان امکان فعالیت در صحنه نظامی می‌دهند این جدال نیز ادامه دارد. از ابتدای سال ۱۹۷۰ بیشتر ارتش‌های غربی به زنان اجازه دادند تا در ارتش خدمت کنند. در ۹ کشور جهان برای زنان نیز خدمت سربازی در نظر گرفته شده‌است.

## پیشینه

### جنگ جهانی اول

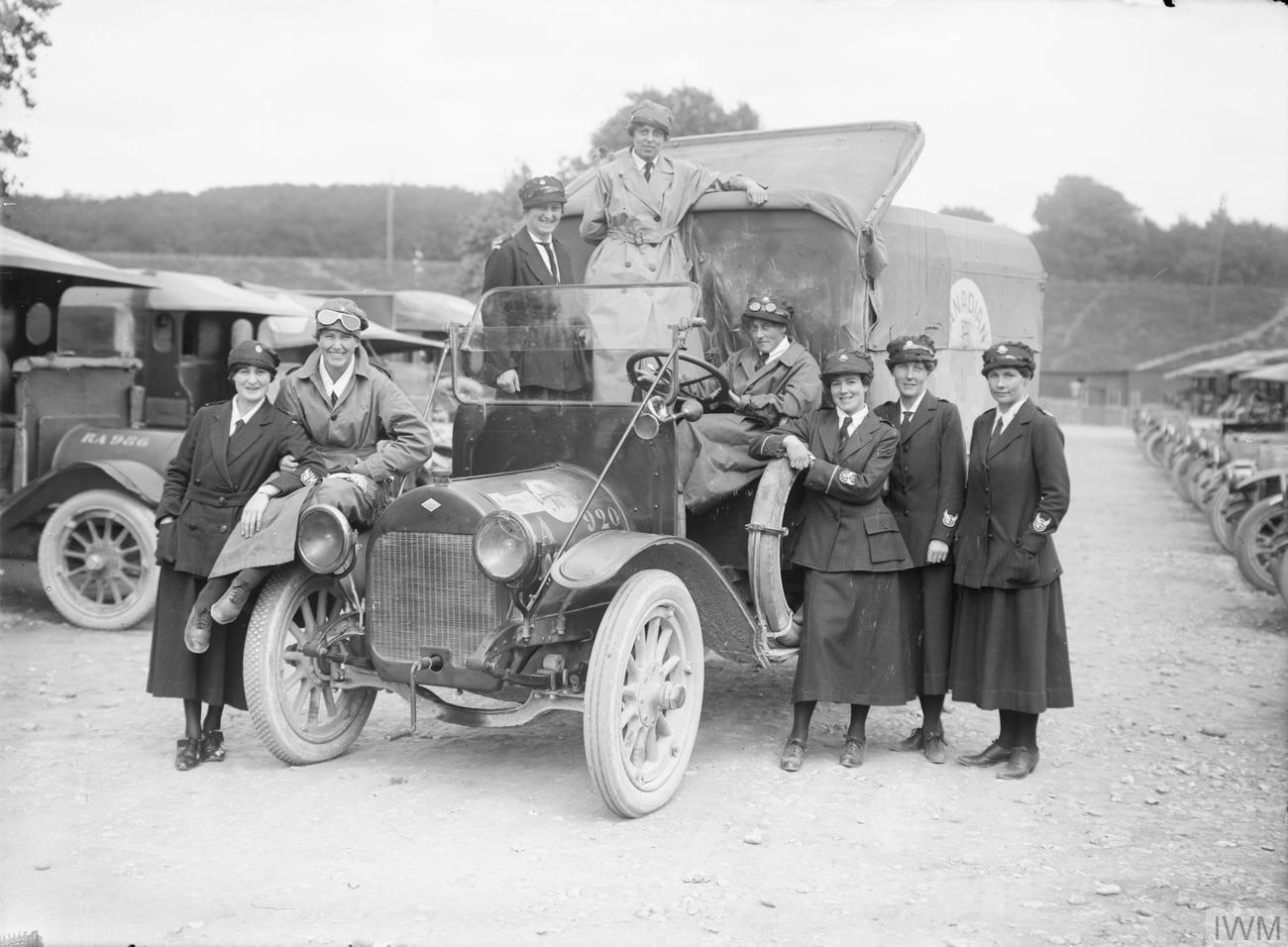
یک گروه پرستارزن فرانسوی در سال ۱۹۱۷

در جنگ جهانی اول هزاران زن به عنوان پرستار در ارتش‌های بزرگ خدمت کرده‌اند و هزاران تن دیگر در بخش‌های خدماتی ارتش‌ها کار کرده‌اند. تنها کشوری که در آن یکان‌های زن رزمنده وجود داشته روسیه بوده‌است. از همان ابتدا، به‌کارگیری زنان در لباس مبدل نظامی یا به صورت تاکتیکی در یکان‌های نظامی انجام می‌شد. برجسته‌ترین یکان نظامی زنان گروه سواره نظام سبک در یک هنگ قزاق با فرماندهی یک سرهنگ زن بود. یکی از فرماندهان زن در ارتش روسیه ماریا بوچکاره وا نام داشت که سه بار ترفیع درجه داشت و به رتبه فرماندهی ارشد رسید. در همان زمان روزنامه نیویورک تایمز نوشت «یک گروه دوازده نفره دختران دانش آموز در مسکو لباس مبدل پوشیدند و به عنوان یک گروه مرد جوان به صحنه آمدند.
در سال ۱۹۱۷ دولت انتقالی تعدادی تیپ زنان تشکیل داد و فرماندهی اولین تیپ بعهده ماریا بوچکاره وا بود. این تیپ به خوبی جنگید ولی از آنجا که شهرت چندانی نتوانست کسب کند در همین سال تجزیه شد. در جنگ داخلی روسیه بلشویک‌ها چند یکان پیاده‌نظام را تشکیل دادند. در گزارش‌ها آمده‌است که سربازان زن در گارد سفید نیز حضور داشته‌اند. گارد سفید مجموعه نیروهایی بودند که در جنگ‌های داخلی روسیه علیه بلشویک‌ها می‌جنگیدند.
در سال ۱۹۱۸ در جنگ داخلی فنلاند بیش از ۲۰۰۰ زن در گارد سرخ زنان شرکت داشتند. این نیروها از کارگران زن صنعتی و خدمتکارهایی تشکیل می‌شدند که به‌طور میانگین ۱۴ سال سن داشتند. این زنان هم در بخش خدمات و هم در صحنه‌های جنگ کار می‌کردند.

### جنگ جهانی دوم

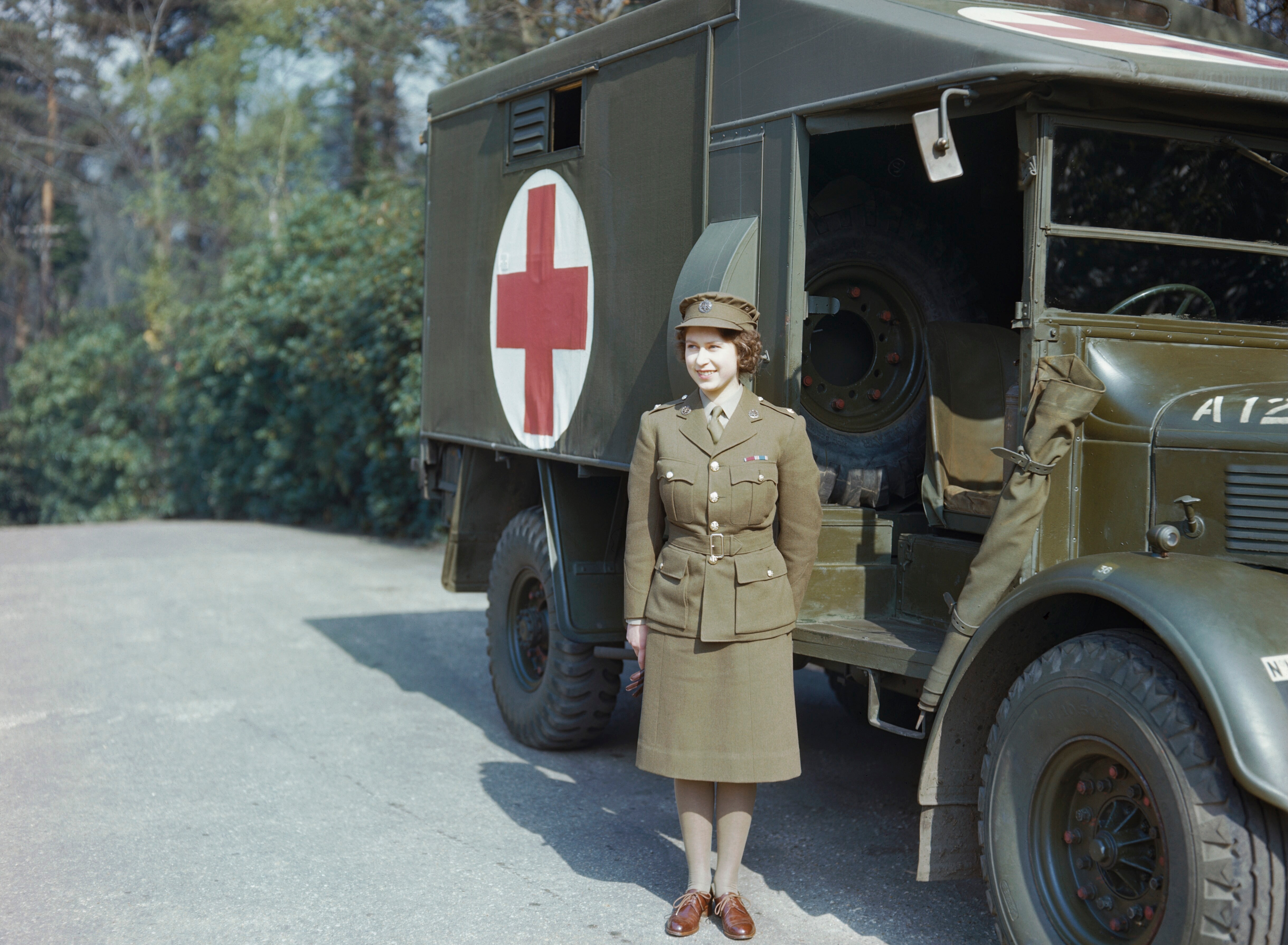
ملکه الیزابت در ارتش بریتانیا خدمت کرده‌است، در سال ۱۹۴۰s

در جنگ جهانی دوم تمامی کشورهای بزرگ زنان را در بخش نظامی بکار می‌گرفتند. بیشترین تعداد از زنان در بخش پزشکی، مذهبی یا پشتیبانی کار می‌کردند. بیش از ۵۰۰ هزار زن در بخش ضدهوایی انگلستان و آلمان و در جبهه‌های مقدم نبرد اتحاد جماهیر شوروی فعال بودند.
در سال ۱۹۳۸ انگلیسی‌ها رهبری جهانی تأسیس خدمت نظامی زنان را در دست گرفتند. علاوه بر این آن‌ها واحدهای کوچک پرستاران زن را تشکیل دادند. در اواخر سال ۱۹۴۱ انگلستان سربازگیری از زنان را شروع کرد. بخشی از آن‌ها را به کارخانه‌ها فرستاد تا کار کنند و بخشی را به عنوان نیروی احتیاط صحنه رزم بکار گرفت. این کشور از سال ۱۹۳۸ زنان را به عنوان نیروی احتیاط بکار گرفت و و در سال ۱۹۴۱ دو سوم حقوق مردها را به زنان نظامی می‌پرداخت. در صحنه نظامی زنان بهترین کارایی را در یکانهای پدافند هوایی علیه هواپیماهای آلمانی و موشک‌های وی از خود نشان دادند. این گروه از زنان در نزدیکی لندن خدمت می‌کردند جایی که امکان کشته شدن آن‌ها بود ولی این امکان وجود نداشت که توسط آلمان‌ها دستگیر شوند.

## پارتیزان‌های یوگسلاوی
جنبش ملی آزادیبخش یوگسلاوی شش میلیون عضو داشت. از این رقم ۲ میلیون نفر جبهه زنان ضد فاشیست (AFŽ), را تشکیل می‌دادند. این زنان مسؤلیت اداره مدارس، بیمارستان‌ها و حتی حکومت‌های محلی را بعهده داشتند. نزدیک به ۱۰۰ هزار زن در کنار ۶۰۰ هزار مرد ارتش آزادیبخش ژنرال تیتو را تشکیل می‌دادند این ارتش به حقوق زنان و برابری جنسی اذعان داشت و با به‌کارگیری اسطوره‌های زن قهرمان در فلکلور سنتی یوگسلاوی تلاش می‌کرد که موضوع پارتیزان‌های زن در این کشور را مشروعیت دهد. زنان بعد از جنگ به نقش سنتی خود بازگشتند ولی آن‌ها در تاریخ مقاومت یوگسلاوی نقش برجسته خود را داشتند تا اینکه این کشور در سال ۱۹۹۰ متلاشی شد. از این تاریخ به بعد بود که خاطره پارتیزان‌های زن در این کشور رو به فراموشی گذاشت.

## بعد از جنگ جهانی

### جمهوری دمکراتیک کنگو
بعد از جنگ جهانی دوم در سال ۱۹۶۷ جمهوری دمکراتیک کنگو برای ارتش ملی این کشور شروع به تربیت ۱۵۰ چتر باز زن کرد. بسیاری دیگر نیز طی چند سال بعد آموزش دیدند. زنان در کنگو آموزش‌های سلاح را نیز دیدند ولی معلوم نیست تا چه حدی از آن‌ها برای صحنه‌های جنگ استفاده شده‌است.

### اریتره
در سال ۱۹۹۹ بی‌بی‌سی گزارش کرد که نزدیک به یک چهارم سربازان اریتریایی در جنگ این کشور زن هستند.

### اسرائیل
اسرائیل در حال حاضر تنها کشور در جهان است که خدمت سربازی برای زنان آن اجباری است. خدمت سربازی برای زنان مجرد یا متأهل بدون فرزند از سال ۱۹۴۸ در این کشور شروع شد. در این کشور زنان در یکان‌های ویژه خودشان سازماندهی می‌شوند و در آن به عنوان منشی، راننده، کارگران بخش خدمات، پرستار، کارمند رادیو ، کنترل‌کننده هوایی، پرسنل اردنانس و کادرهای آموزشی بکارگرفته می‌شوند. نقش زنان در پهنه‌های صنعتی و اداری از اواخر سال ۱۹۷۰ شروع شد.

### آمریکا
ایالات متحده آمریکا تمامی صحنه‌ها را به روی زنان باز کرده‌است؛ ولی بعضی محدودیت‌ها مانند نیازهای فیزیکی وجود دارد که به خاطر آن‌ها زنان نمی‌توانند در بخش‌های ویژه کار کنند. در آمریکا از سال ۱۷۷۵ زنان در بخش‌های نظامی فعال بوده‌اند ولی این فعالیت‌ها در زمینه خدمات پزشکی، دوزندگی، تعمیر و نگهداری و آشپزی بوده‌است. صدها زن در جنگ‌های داخلی آمریکا خدمت کردند و تقریباً تمامی آن‌ها با لباس مردانه می‌جنگیدند. آن‌ها تنها زمانی زن بودنشان مشخص شد که در صحنه رزم زخمی شدند و برای مداوا به بیمارستان منتقل شدند. در سال ۱۹۱۷ لورتا والش اولین زنی بود که وارد ارتش شد ولی از سال ۱۹۴۸ بعد از تصویب قانون عضویت دائمی زنان در ارتش آن‌ها توانستند رسماً خدمت کنند.
در سال ۱۹۷۶ اولین گروه زن در آکادمی نظامی آمریکا پذیرفته شدند. در حال حاضر نزدیک به ۱۶ در صد از فارغ التحصیلان بخش نظامی در آمریکا را زنان تشکیل می‌دهند.
در سال‌های ۱۹۹۰ و ۹۱ نزدیک به ۴۰ هزار زن نظامی وارد جنگ خلیج فارس شدند و در عملیات سپر صحرا و توفان صحرا شرکت کردند. این زنان قادر بودند که در تمامی صحنه‌های رزمی شرکت کنند. از سال ۱۹۹۴ به بعد براساس یک قانون زنانی که در یکانهای کوچکتر از تیپ خدمت می‌کردند دیگر نتوانستند وارد جنگ زمینی شوند. بر اساس آمار از سال ۲۰۱۳ در ارتش ۱٫۱ میلیونی آمریکا ۱۵٫۶٪ آن را زنان تشکیل می‌دادند. در آن سال زنان در ۹۵٪ از کل ارتش آمریکا شرکت داشتند.